# 拉尔夫·费尔曼 (赛车手)
拉尔夫·弗尔曼（英語：Ralph Firman，1975年5月20日—）是一位出生於英國的前爱尔兰賽車手，曾获得1996年澳门格兰披治大赛车冠军，并曾参加2003年世界一级方程式锦标赛。

## F1之前
拉尔夫·弗尔曼生于英格兰诺维奇，但他的母亲来自爱尔兰。弗尔曼的职业生涯前期主要以英国国籍参赛，但参加F1时使用的是爱尔兰国籍。
1995年弗尔曼在英国F3赛事中长期领先，但最终不敌Oliver Gavin屈居亚军。次年他获得该项赛事冠军。
同样是在1996年，弗尔曼获得了著名的澳门格兰披治大赛车冠军。但比赛过程充满争议：在比赛第二轮的最后一圈，领跑的弗尔曼被意大利车手雅诺·特鲁利超越。当时弗尔曼赛车前翼已受损，正当特鲁利将要冲过终点线时，弗尔曼在发夹弯撞车，引出红旗使比赛结束。根据规则，比赛结果由倒数第二圈时的顺序决定，弗尔曼因此获得冠军。

## F1
2003年弗尔曼加入乔丹车队参加F1比赛，其队友是詹卡洛·费斯切拉。全赛季16站比赛中他出战14站，另外2站由于受伤，被鲍姆加特纳·佐尔特替代。全赛季仅在西班牙站获得一个积分。
2003年11月，弗尔曼為乔丹车队歷史性於澳門東望洋賽道駕駛F1賽車，並造出1:55.714的非正式紀錄。